# Przykurcz Dupuytrena

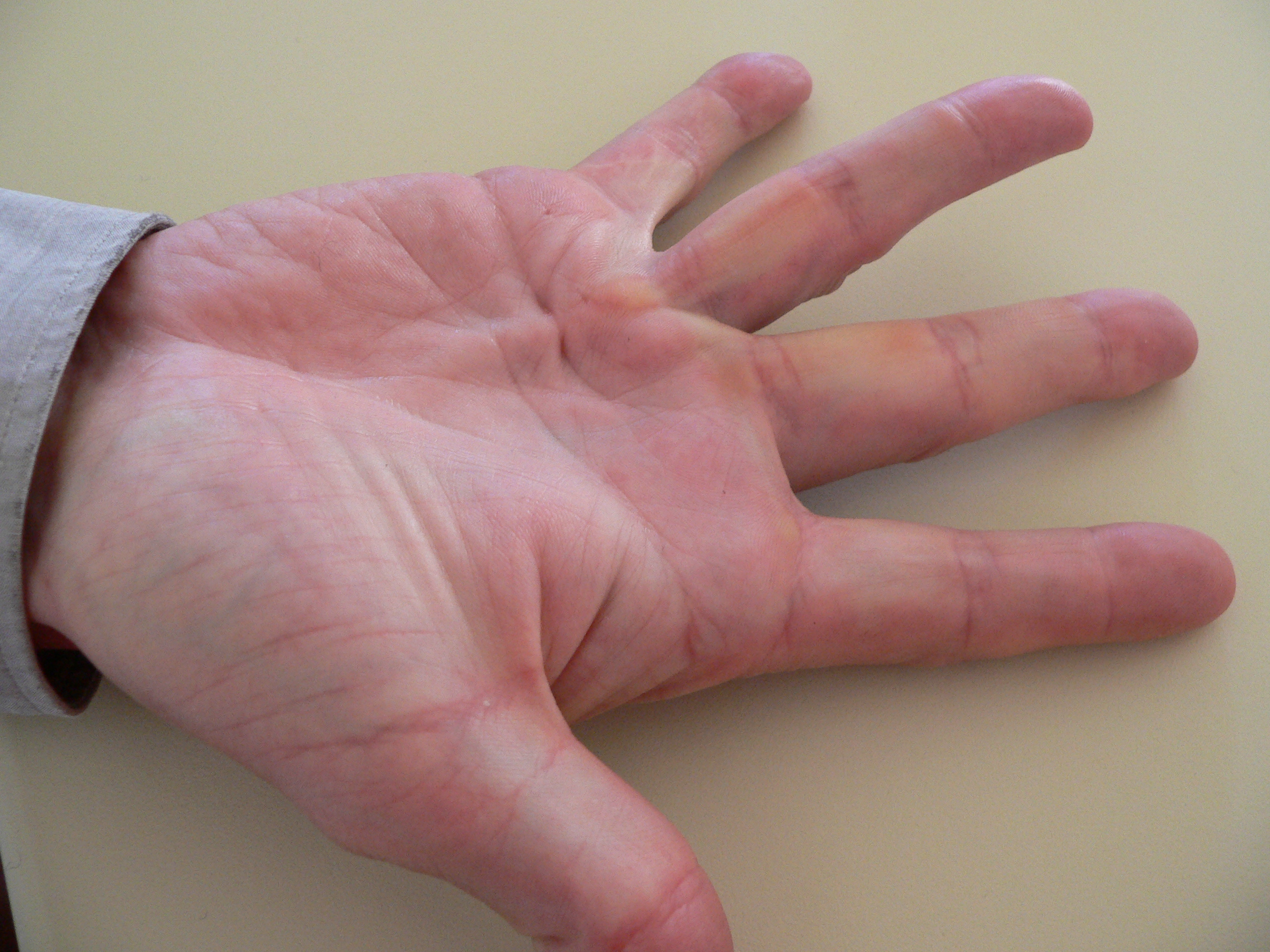
Przykurcz Dupuytrena czwartego palca

Przykurcz rozcięgna dłoniowego, zwany chorobą Dupuytrena, charakteryzuje się bliznowaceniem rozcięgna dłoniowego z następczym przykurczeniem zgięciowym palców. Jednostkę chorobową opisał Guillaume Dupuytren w 1831 roku.

## Etiologia
Etiologia omawianej zmiany chorobowej, mimo wielu badań, nie jest jeszcze ustalona. Przyjmuje się obecnie trzy zasadnicze teorie powstawania przykurczu.
- Teoria genetycznego uwarunkowania: występowanie rodzinne (25-60%) przykurczu Dupuytrena było znane już w XIX stuleciu i jest obecnie potwierdzane.

Na podstawie wielu obserwacji można stwierdzić niezaprzeczalną rolę czynnika genetycznego w powstawaniu przykurczenia.
- Teoria powinowactwa nerwowego: ze względu na częstsze występowanie zmian w obrębie palca małego i serdecznego wielu badaczy zwracało uwagę na powinowactwo z nerwem łokciowym. Współistniejące choroby w OUN, zmiany w korzeniach C6-Th1, obecność dużych ciałek Vatera-Paciniego potwierdzają powinowactwo przykurczu z układem nerwowym.
- Teoria urazowa: wśród zwolenników teorii urazowej przeważa pogląd tzw. urazu zawodowego, a więc narażenia na urazy, przeciążenia i mikrourazy w czasie pracy, co ma powodować drobne wylewy krwawe do rozcięgna i być początkiem procesu włóknienia. Statystycznie w około 60% przypadków udaje się znaleźć związek między przykurczem a rodzajem wykonywanej pracy.

## Objawy i przebieg
Zmiany patologiczne w obrębie rozcięgna dłoniowego można podzielić na trzy fazy:
1. Faza proliferacji. W obrazie przeważają fibroblasty z dużą tendencją do rozplemu i form nietypowych. W okresie tym zdarzały się rozpoznania histopatologiczne mięsakowłókniaka.
2. Faza przerostu rozcięgna, zwana również stadium przykurczeń. W tym okresie powstają główne przykurczenia w stawach. W obrazie histopatologicznym przeważają fibrocyty.
3. Faza końcowa, czyli zbliznowacenia. Przykurcz jest utrwalony i nie wykazuje tendencji do progresji. Obraz histologiczny wykazuje zbite bezkomórkowe pasma włókniste o minimalnym unaczynieniu.

Proces bliznowaty w przebiegu przykurczu Dupuytrena obejmuje nie tylko rozcięgno dłoniowe, ale również wszystkie elementy łącznotkankowe. W związku z powyższym deformacje spowodowane przykurczeniem są zależne od umiejscowienia i rozległości procesu bliznowacenia. 
Jeśli zajęte są głównie włókna podłużne rozcięgna - dominuje przykurcz zgięciowy palców; warstwa poprzeczna - zwężenie ręki; pasma pionowe - uwidaczniają się wyraźnie wciągnięcia skóry. Zajęcie więzadła poprzecznego powierzchownego i więzadeł „pływackich" uniemożliwia odwodzenie palców. Znajomość tych zależności ułatwia w znacznym stopniu postępowanie operacyjne.
W przebiegu przykurczu Dupuytrena występują często zmiany towarzyszące, jak obniżenie czucia w obrębie opuszek palców, parestezje, zaburzenia ukrwienia. Częściej występują przykurczenia u osób chorych na cukrzycę, padaczkę czy alkoholizm. Występowanie tych dodatkowych objawów lub chorób niekorzystnie rokuje o wynikach leczenia.
Podział przykurczu Dupuytrena, uwzględniający zsumowaną wartość kątową przykurczu oraz problem zajęcia rozcięgna grzbietowego prostowników:
- Stadium I - zajęcie głównie włókien podłużnych rozcięgna - przykurcz w stawie śródręczno-paliczkowym do 30°. Stawy międzypaliczkowe wolne.
- Stadium II - wyraźny zgięciowy przykurcz w stawach śródręczno-paliczkowych i międzypaliczkowych bliższych. Suma kątów przykurczu mniejsza niż 90°.
- Stadium III - przykurcz obejmuje warstwy głębsze rozcięgna. Suma kątów powyżej 90°. Ręka zwężona, zwykle ograniczenie odwodzenia palców.
- Stadium IV - przykurcz jak w stadium III, jednak występują objawy zajęcia procesem bliznowatym więzadła Landsmera oraz rozcięgna prostowników, co powoduje przeprost w stawie międzypaliczkowym dalszym. W stadium tym są najgorsze rokowania, co do wyników leczenia.

Przebieg choroby jest długotrwały i nie zawsze typowy. Przykurcz rozpoczyna się najczęściej w 5. dekadzie życia, częściej u mężczyzn niż u kobiet. Zwykle pojawia się delikatne zgrubienie bądź drobny guzek w obrębie dłoni. W tym stadium rozwój choroby może być zahamowany. Zwykle jednak po pewnym czasie następuje faza szybkiego tworzenia się przykurczeń i w okresie około 6 miesięcy-roku pojawiają się przykurczenia palców, najczęściej serdecznego i małego. 
Po okresie dalszym może dojść do zajęcia palców strony promieniowej lub spoidła kciuk-wskaziciel, a czasami proces kończy się przykurczem tylko jednego palca. Długotrwałe utrzymywanie się przykurczu prowadzi stopniowo do utrwalenia zmian w aparacie więzadłowo-stawowym, co może uniemożliwić prawidłowe leczenie.
Leczenie przykurczu Dupuytrena jest przede wszystkim operacyjne. W przebiegu leczenia stosuje się również zabiegi fizykoterapeutyczne między innymi: nagrzewanie dłoni, ultradźwięki, hydrokortyzonową jonoforezę. Ważną funkcję zarówno przed jak i po operacji odgrywa kinezyterapia oraz masaże. Rehabilitacja zastosowana we wczesnym okresie może hamować postęp choroby. Kinezyterapia pooperacyjna obejmuje ćwiczenia usprawniające ręki.